# Brede maatschappelijke discussie
Een brede maatschappelijke discussie is een discussie over een maatschappelijk onderwerp,  die in principe met de gehele bevolking gevoerd wordt.

## BMD over kernenergie 1981-1983
In Nederland is van 1981 tot 1983 onder leiding van jonkheer De Brauw een brede maatschappelijke discussie over het energiebeleid, met grote aandacht voor kernenergie, gevoerd. In 1984 adviseerde De Brauw de regering daarop om af te zien van meer kerncentrales. De regering wilde toen de uitkomst van die discussie naast zich neerleggen - er was een meerderheid tegen de toepassing van kernenergie - maar kwam op haar schreden terug na de kernramp van Tsjernobyl.
De vraag van de eerste BMD was "Wat zijn de algemene vooruitzichten en onderscheiden mogelijkheden voor de Nederlandse energiehuishouding tegen de achtergrond van de internationale ontwikkelingen en wat zou de plaats van vergrote toepassing van kernenergie daarin kunnen zijn?"
Het initiatief tot deze BMD was genomen door de toenmalige minister van Economische Zaken Jan Terlouw. In 2005 verklaarde hij in een interview met het dagblad Trouw dat hij het resultaat behoorlijk teleurstellend vond: "Het werd een welles/nietes-debat met op de discussieavonden telkens dezelfde mensen.".

## Plan voor BMD over de Europese Grondwet in 2005
Op 2 juni 2005, de dag na het referendum in Nederland over de Europese Grondwet, besloot de Tweede Kamer een brede maatschappelijke discussie over de toekomst van de Europese Unie te houden. Deze zou door de regering en het parlement gezamenlijk worden georganiseerd. In het najaar van 2005 trokken zowel de regering als het parlement zich terug.
Een groep Nederlanders vond dat het toch noodzakelijk is verder te praten over de toekomst van Nederland in Europa. Daarom vonden ze dat dit debat net zo goed - of misschien zelfs beter - als burgerinitiatief georganiseerd kan worden. Dit zogenaamde Europadebat werd in mei 2006 gestart en duurde enkele maanden.

### geraadpleegde literatuur
- bron: Gabriëls, R. (2001). Intellectuelen in Nederland, Politieke controverse over kernenergie, armoede en Rushdie. Boom: Amsterdam.